# Barnsley Football Club
El Barnsley Football Club es un club de fútbol de Inglaterra, de la ciudad de Barnsley en Yorkshire del Sur. Fue fundado en 1887. El club participa en la English Football League One, tercera categoría del fútbol inglés a desde de la temporada 2022-23.

## Historia
Barnsley fue fundado en 1887 como Barnsley St. Peter's. Su primer partido en la Football League fue una derrota (1-0) contra el Lincoln City el 1 de septiembre de 1898. Su primera victoria (2-0) contra el Luton Town.
El mayor éxito del club llegó el 24 de abril de 1912, cuando ante el West Bromwich Albion se consagraron campeones de la Copa de Inglaterra. Anteriormente habían llegado a la final en 1910, pero perdieron contra el Newcastle.
Recientemente, el club se clasificó para la FA Premier League en 1997. Perdieron la categoría el año siguiente.
En la temporada 2001-2002 descendieron a Segunda División.
En 2008, Barnsley ganó a dos grandes clubes de Inglaterra; al Liverpool F.C. y al Chelsea F.C., dejándolos fuera de la FA Cup y lo cual significó un gran mérito para el club. Actualmente juegan en la English Football League Championship.

## Uniforme
- Uniforme titular: Camiseta roja, pantalón blanco, medias rojas.
- Uniforme alternativo: Camiseta negra con mitad blanca, pantalón y medias negras.

## Palmarés

### Torneos nacionales
| Competición nacional         | Títulos                                    | Subcampeonatos                     |
| ---------------------------- | ------------------------------------------ | ---------------------------------- |
| FA Cup (1/1)                 | 1911-12.                                   | 1909-10.                           |
| Segunda División (0/1)       |                                            | 1996-97.                           |
| Tercera División (3/3)       | 1933-34 (North), 1938-39 (North), 1954-55. | 1953-54 (North), 1980-81, 2018-19. |
| Cuarta División (0/1)        |                                            | 1967-68.                           |
| Football League Trophy (1/0) | 2015-16.                                   |                                    |

Ref.

## Récords
- Mayor victoria en liga: 9–0 v Loughborough Town, Second Division, 28 de enero de 1899
- Mayor victoria en copa: 6–0 v Blackpool, FA Cup First round, 20 de enero de 1910
- Peor derrota en liga: 0–9 v Notts County, Second Division, 19 de enero de 1927
- Peor derrota en copa: 1–8 v Derby County, FA Cup First round, 30 de enero de 1897
- Mayor goleador en una temporada en liga: ato , 33, 2020
- Mayor goleador en una temporada completa: Ernie Hine, 150, 1921–26 & 34–38
- Más convocatorias a su selección nacional: Gerry Taggart, 35, para Irlanda del Norte
- Más partidos de liga: Barry Murphy, 514, 1962–78
- Mayor venta: £4,500,000 al Blackburn Rovers por Ashley Ward, diciembre de 1998
- Mayor compra: £1,500,000 al Partizan Belgrade por Gorgi Hristov (1997) y £1,500,000 al QPR por Mike Sheron (1999)
- Mayor asistencia: 40,255 v Stoke City, FA Cup 5.ª ronda, 15 de febrero de 1936
- Jugador más joven en un partido de liga: Reuben Noble-Lazarus 15 años y 45 días[5]
- Jugador más viejo en un partido de liga: Mike Pollitt 41 años, 5 meses y 30 días[6]
- Más goles en un partido: Craig Davies 4 vs Birmingham City F.C. de visita, 0–5